# Zabelia
Zabelia é um gênero botânico pertencente a família das Linnaeaceae.

## Espécies
O gênero é constituido por 18 espécies:
| - Zabelia angustifolia - Zabelia biflora - Zabelia brachystemon - Zabelia buddleioides - Zabelia coreana - Zabelia corymbosa - Zabelia dielsii - Zabelia insularis - Zabelia integrifolia | - Zabelia mosanensis - Zabelia onkocarpa - Zabelia parvifolia - Zabelia shikokiana - Zabelia stenantha - Zabelia triflora - Zabelia tyaihyoni - Zabelia umbellata - Zabelia zanderi |